# باشگاه فوتبال استنواسمویر
باشگاه فوتبال استنواسمویر (انگلیسی: Stenhousemuir F.C.)یک باشگاه فوتبال در شهر استنواسمویر، اسکاتلند است.